# 섀넌 러더퍼드
섀넌 러더퍼드(Shannon Rutherford)는 미국 ABC의 텔레비전 드라마 시리즈 로스트 시즌 1의 비행기 추락에서 살아남은 등장인물 중 하나로, 매기 그레이스 분(영화 테이큰 중 리암니슨의 딸 역할)이 배역을 맡았고 극중 분 칼라일 (이언 서머헐더)의 이복동생 이기도 하다. "What Kate Did" 에피소드까지 주연으로 출연했다. 작 중 묘사에 따르면 섬에서의 대부분의 일과를 일광욕으로 보내며 동료들에게 협업을 잘 안 하는 것으로 보인다. 사이드 자라 (나빈 앤드류스)와 커플을 맺기도 하지만 시즌2 초반에 아나 루시아 코츠가 실수로 쏜 총탄에 맞아 죽었다.
캐스팅이 진행되는 동안 패리스 힐튼과 비교되기도 한다. 사이드와 커플을 맺는 설정은 나빈 앤드류스가 직접 아이디어를 내 각본 팀에게 전달한 것. 평론가들은 이 등장 인물에 대해 동정심이 없는 인물이라 평가했다. 그럼에도 불구하고 그레이스는 이 배역으로 인해 틴 초이스 어워드에 후보에 오르기도 하였다.